# Mouss Diouf
Pour les articles homonymes, voir Diouf.
Pierre Moustapha Diouf, dit Mouss Diouf, est un acteur franco-sénégalais, né le 28 octobre 1964 à Dakar (Dakar), et mort le 7 juillet 2012 à Marseille 7e (Bouches-du-Rhône),,,.
Il est notamment connu pour son rôle dans la série Julie Lescaut.

## Biographie

### Enfance et débuts
Dakarois de naissance, Pierre Moustapha Diouf émigre à Marseille avec sa famille lorsqu'il a quatre ans. Les Diouf partent ensuite vivre à Paris et s'établissent finalement à Bobigny, en Seine-Saint-Denis.
D'abord tenté par la boxe, Mouss Diouf se lance dans la comédie.

### Famille
Marié à Sandrine Fernandez le 27 février 2000 au Sénégal puis en France, il est père avec elle d'un garçon, Isaac, né en 2004. Il est père aussi de deux filles nées d'une première relation, Tessa (née en 1988) et Selena (née en 1995). 

### Carrière
Mouss Diouf commence sa carrière au théâtre avec Jérôme Savary dans Le Bal des Cocus avec Anémone, puis en apparaissant dans divers films, d'abord dans Lévy et Goliath de Gérard Oury en 1987 ou encore Toubab Bi et On peut toujours rêver de Pierre Richard en 1991. En 1994, il décroche un rôle dans Les Anges gardiens de Jean-Marie Poiré mais aussi dans Les Deux Papas et la Maman de Jean-Marc Longval et Smaïn en 1996. En 2000, il apparaît en guest dans la sitcom H sur Canal+ et participe aux doublages des films d'animation Disney Atlantide, l'empire perdu et Lilo et Stitch.
En 2002, il obtient également des seconds rôles dans Astérix & Obélix : Mission Cléopâtre d'Alain Chabat ainsi que dans Le Raid de Djamel Bensalah.
Mais l'acteur est surtout bien connu du public pour le rôle de l'inspecteur N'Guma qu'il interprète dans la série télévisée Julie Lescaut entre 1992 et 2006. En 2004, il participe à l'émission de télé-réalité La Ferme Célébrités puis à la série télévisée Ali Baba en 2007.
Il est par ailleurs auteur et interprète de deux one-man shows : intitulé Avant, quand j'étais noir et Naturellement humain en 2008.

### Problèmes de santé et mort
Victime de deux accidents vasculaires cérébraux en février et juin 2009, il quitte le service de soins intensifs le 21 décembre 2009, et retrouve son domicile en juillet 2011.
Le 16 mars 2012, sa femme Sandrine, mère de leur fils Isaac (né en 2004), indique au Figaro que son état ne s'améliore pas, l'article étant publié dans le cadre d'une polémique autour d'un match de football caritatif pour venir en aide à Mouss Diouf. Dans le coma depuis quelques jours, Mouss Diouf meurt à son domicile à Marseille 7e auprès de sa famille dans la nuit du vendredi au samedi 7 juillet 2012 . Il est inhumé deux jours plus tard au cimetière d'Auriol (Bouches-du-Rhône).

### Hommage
Lui rendant hommage, un épisode de Julie Lescaut a été dédié à sa mémoire. Il a été diffusé en première partie de soirée sur TF1 le jeudi 20 décembre 2012.
Une rue de Bobigny, ville où il a grandi, porte son nom.

## Filmographie

### Cinéma

#### Longs métrages
- 1968 : Le Mandat de Ousmane Sembene
- 1985 : Parole de flic de José Pinheiro
- 1985 : Billy Ze Kick de Gérard Mordillat
- 1987 : Lévy et Goliath de Gérard Oury
- 1987 : Mon bel amour, ma déchirure de José Pinheiro
- 1989 : L'Union sacrée d'Alexandre Arcady : l'homme à tout faire du "Kabyle"
- 1991 : Loulou Graffiti de Christian Lejalé : Tam-Tam
- 1991 : Toubab Bi de Moussa Touré : Abdoulaye
- 1991 : Les Secrets professionnels du Dr Apfelglück de Hervé Palud : l'infirmier antillais
- 1991 : On peut toujours rêver de Pierre Richard : le videur de la boîte de nuit
- 1992 : Coup de jeune de Xavier Gélin : l'immigré
- 1993 : Toxic Affair de Philomène Esposito : le marabout
- 1995 : Les Anges gardiens de Jean-Marie Poiré : le grand noir
- 1996 : Les Deux Papas et la Maman de Smaïn et Jean-Marc Longval : le maître nageur
- 1996 : Le Plus Beau Métier du monde de Gérard Lauzier : Momo
- 1997 : Tortilla y cinema de Martin Provost : Sydney
- 1997 : Une femme très très très amoureuse de Ariel Zeitoun : Hugo
- 2001 : Philosophale de Farid Fedjer
- 2001 : Au loin... l'horizon d'Olivier Vidal
- 2002 : Pour toi, public de Franck Dubosc : Jean-Pierre
- 2002 : Astérix et Obélix : Mission Cléopâtre de Alain Chabat : Baba
- 2002 : Le Raid de Djamel Bensalah : Capitaine de l'ONU
- 2003 : Les Clefs de bagnole de Laurent Baffie : lui-même (simple apparition)
- 2007 : Le Sourire du serpent de Mama Keïta : Adama
- 2009 : L'Absence de Mama Keïta : Le proxénète

#### Courts métrages
- 1989 : Trouble de Yannick Saillet
- 1989 : 5150 de Yannick Saillet
- 2003 : Méprise et conséquences de Michaël Nakache
- 2006 : Pour toi public de Franck Dubosc
- 2009 : Au-delà du bitume

### Télévision
- 1989 : David Lansky de Hervé Palud
- 1990 : Coma dépassé de Roger Pigaut : Coulibali
- 1991 : Does This Mean We're Married? (Les époux ripoux), (Un drôle de contrat) de Carol Wiseman : Booker
- 1991 : Navarro (épisode "Dans les cordes")
- 1991 : La Dame de Berlin de Pierre Boutron : Scipion
- 1992 : Le Lyonnais (épisode "Sanguine")
- 1992-2006 : Julie Lescaut (Série TV, 71 épisodes) : Justin N'Guma
- 1993 : Inspecteur Médeuze (épisode "Poulet fermier")
- 1993 : Agence Acapulco (épisode "Code Name: Perfect Specimen")
- 2000 : H (épisode "Une histoire d'uniforme")
- 2003 : Les Grands Frères de Henri Helman : Max
- 2004 : La Ferme Célébrité saison 1
- 2005 : L'Homme qui voulait passer à la télé d'Amar Arhab : DJ Mouss
- 2005 : La Famille Zappon d'Amar Arhab : Solibo Chamoiseau
- 2007 : Ali Baba et les 40 voleurs de Pierre Aknine : Le menuisier

## Doublage

### Cinéma

#### Films
- 1995 : Canadian Bacon : Kabral (Bill Nunn)
- 1995 : Professeur Holland : Louis Russ (Terrence Howard)
- 1997 : Turbulences à 30 000 pieds : Al Arquette (Grand L. Bush)
- 1997 : Le Cinquième Élément : le bras droit de Zorg (Tricky)
- 1997 : Anaconda, le prédateur : Danny Rich (Ice Cube)
- 1998 : Code Mercury : Thomas 'Bizzi' Jordan (Chi McBride)
- 1999 : Thomas Crown : L'inspecteur Paretti (Frankie Faison)
- 2004 : Un duplex pour trois : L'officier Dan (Robert Wisdom)

#### Films d'animation
- 2001 : Atlantide, l'empire perdu : Dr Amadou Gentil
- 2002 : Lilo et Stitch : Cobra Bubbles
- 2007 : Ratatouille : Git